# Marchastel (Lozère)
Marchastel  ist ein Ort und eine südfranzösische Gemeinde mit 45 Einwohnern (Stand 1. Januar 2022) im Département Lozère in der Region Okzitanien.

## Lage

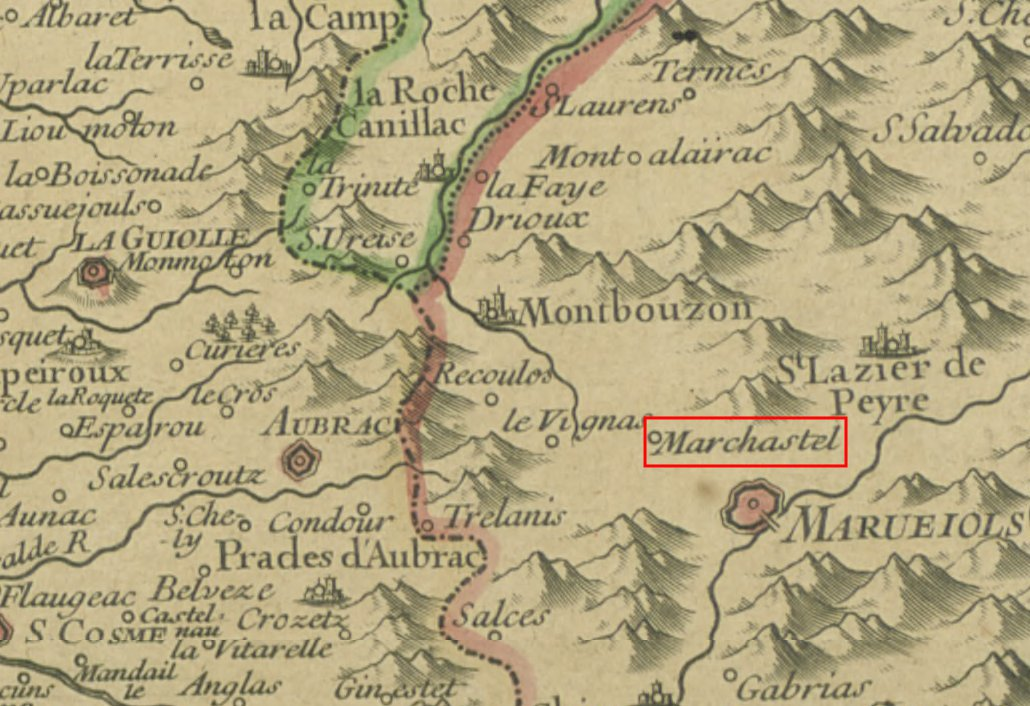
Marchastel auf einer Karte von 1733

Marchastel liegt im äußersten Westen des Département Lozère nahe der Grenze zum Département Aveyron am Fuß eines längst erloschenen Vulkans auf der Aubrac-Hochebene in einer Höhe von ca. 1200 m ü. d. M. Der Fluss Bès bildet die nordwestliche Gemeindegrenze. Zur Gemeinde gehört auch der etwa 2 km nördlich des Kernortes liegende Weiler (hameau) Rieutort sowie einige Einzelgehöfte. Im Süden des Gemeindegebiets befinden sich die teilweise von sumpfigem Gelände umgebenen Bergseen Lac de Saint-Andéol und Lac de Born. Das Gemeindegebiet gehört zum Regionalen Naturpark Aubrac.

## Bevölkerungsentwicklung
| Jahr      | 1800 | 1851 | 1901 | 1954 | 1999 | 2018 |
| Einwohner | 297  | 427  | 248  | 133  | 73   | 53   |

Wegen der abgelegenen Lage des Ortes und als Folge des Verlusts von Arbeitsplätzen durch die Mechanisierung der Landwirtschaft ging die Einwohnerzahl von Marchastel seit dem Beginn des 20. Jahrhunderts kontinuierlich bis auf die Tiefststände der letzten Jahrzehnte zurück.

## Wirtschaft
Früher lebten die Bewohner als Selbstversorger von der Schaf- und Rinderzucht bzw. von Milchprodukten und von den Erträgen kleiner windgeschützter Gerstenfelder und Gärten. Im 19. Jahrhundert nahm die Bedeutung der Zucht von Aubrac-Rindern, die ganzjährig draußen gehalten werden können, mehr und mehr zu. In der zweiten Hälfte des 20. Jahrhunderts ist der Tourismus in Form der Vermietung von Ferienwohnungen (gîtes) als Einnahmequelle hinzugekommen.

## Geschichte
Bereits in der Antike führte eine Militärstraße der Römer hier entlang; sie verband die Städte Tolosa (Toulouse) und Lugdunum (Lyon). Auf dem Pic de la Tour  sind noch die Fundamente einer mittelalterlichen Burg (château) der Baronie von Peyre zu sehen. Auch der in Le Puy beginnende Teil des Jakobswegs (Via Podiensis) führte hier entlang.

## Sehenswürdigkeiten

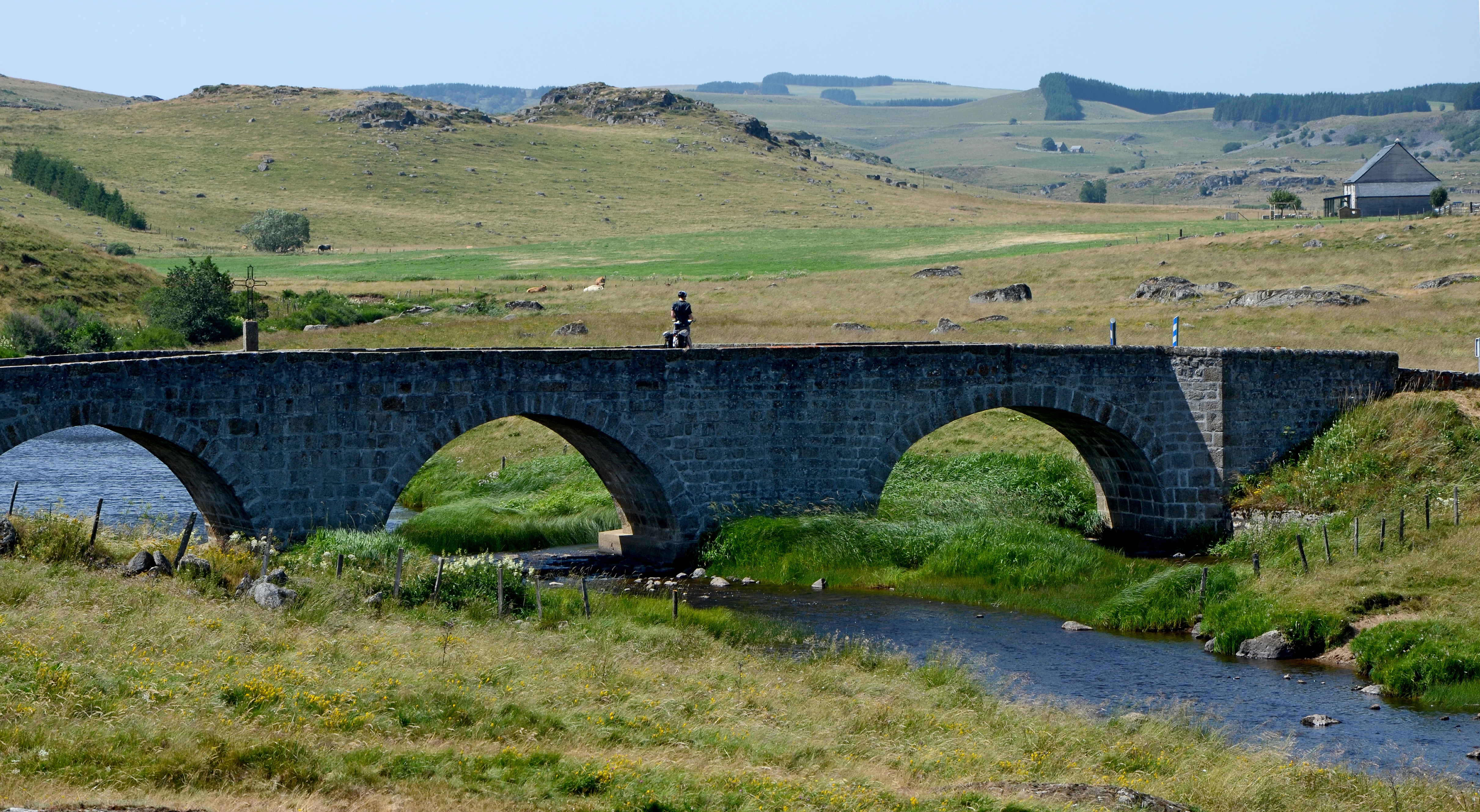
Steinbrücke über den Fluss Bès

- Einige Häuser des Ortes und die im Jahr 1903 erbaute Église Saint-Andéol sind ganz oder teilweise aus Vulkangestein erbaut. Die Dächer bestehen meist aus Schieferplatten (schistes) und Steinschindeln (lauzes).
- Am Ortsrand stehen ein Backhaus und ein Klauenstand (travail).
- Etwa 1,5 km nordwestlich des Ortes führt eine dreibogige Steinbrücke über den Fluss Bès.
- Am Lac de Saint-Andéol befand sich bereits in vorrömischer Zeit ein bedeutender Kultplatz.